# Trípoli Sporting Club
El Trípoli Sporting Club (àrab: نادي طرابلس الرياضي, Nādī Ṭarābulus ar-Riyāḍī, ‘Club Esportiu de Trípoli’) és un club de futbol libanès de la ciutat de Trípoli.
El club va ser fundat com Al Majd Sports Association (àrab: جمعية المجد الرياضي), reanomenat Olympic Beirut Sporting Club (àrab: نادي اولمبيك بيروت الرياضي) el 4 d'abril de 2001, per Taha Koleilat. La temporada 2005–2006 la llicència del club fou venuda i es traslladà a Trípoli, esdevenint Olympic Tripoli i més tard va prendre el nom actual.

## Palmarès
- Lliga libanesa de futbol:[4]
  - 2002–03
- Copa libanesa de futbol:[5]
  - 2002–03, 2014–15